# Taisuke Kodama
Taisuke Kodama (jap. 児玉 泰介, Kodama Taisuke; * 26. Juli 1958) ist ein ehemaliger japanischer Marathonläufer.
1983 noch Zehnter beim Fukuoka-Marathon in 2:12:51 h, verbesserte er sich an selber Stelle im Jahr darauf auf den zweiten Platz in 2:10:36. 1986 gewann er den Beppu-Ōita-Marathon in 2:10:34 und den Peking-Marathon in 2:07:35, eine Zeit, die als japanischer Rekord bis 1999 Bestand hatte und als Streckenrekord seitdem nur von Abebe Mekonnen 1988 egalisiert wurde.
1987 wurde er Zweiter beim IAAF-Weltcup-Marathon und 1988 Vierter in Fukuoka. 1991 wurde er Fünfter beim Beppu-Ōita- und Zweiter beim Peking-Marathon. Zum Abschluss seiner leistungssportlichen Karriere kam er beim Rotterdam-Marathon 1992 auf den neunten Platz.
Seit Anfang der 1990er Jahre ist er als Trainer tätig, zunächst für die Sportteams der Firmen Asahi Kasei und Mitsubishi Heavy Industries, seit 2009 für das Aichi Seiko Track Team.